# The Albums
The Albums är en CD-box med den svenska popgruppen Abba:s samtliga studioalbum, utgiven 11 november 2008. Boxen innehåller förutom åtta skivor med studioalbumen även en nionde CD med låtar som gavs ut på singelskivor som A- och B-sidor, men inga rariteter eller tidigare outgivna låtar. Skivan gick in på flera försäljningslistor runt om i världen och i Sverige var den bland de tio bäst säljande skivorna under några veckor. 

## Låtlista

### Skiva 1: Ring Ring (ursprungligen 1973)
1. Ring Ring
2. Another Town, Another Train
3. Disillusion
4. People Need Love
5. I Saw It In The Mirror
6. Nina, Pretty Ballerina
7. Love Isn't Easy (But It Sure Is Hard Enough)
8. Me And Bobby And Bobby's Brother
9. He is Your Brother
10. She's My Kind Of Girl
11. I am Just a Girl
12. Rock'n Roll Band

### Skiva 2: Waterloo (ursprungligen 1974)
1. Waterloo
2. Sitting In The Palmtree
3. King Kong Song
4. Hasta Mañana
5. My Mama Said
6. Dance (While The Music Still Goes On)
7. Honey, Honey
8. Watch Out
9. What About Livingstone
10. Gonna Sing You My Love Song
11. Suzy-Hang-Around

### Skiva 3: Abba (ursprungligen 1975)
1. Mamma Mia
2. Hey, Hey Helen
3. Tropical Loveland
4. SOS
5. Man In The Middle
6. Bang a Boomerang (Bang en boomerang)
7. I Do, I Do, I Do, I Do, I Do
8. Rock Me
9. Intermezzo No.1
10. I've Been Waiting For You
11. So Long

### Skiva 4: Arrival (ursprungligen 1976)
1. When I Kissed The Teacher
2. Dancing Queen
3. My Love, My Life
4. Dum Dum Diddle
5. Knowing Me, Knowing You
6. Money, Money, Money
7. That's Me
8. Why Did It Have To Be Me?
9. Tiger
10. Arrival

### Skiva 5: The Album (ursprungligen 1977)
1. Eagle
2. Take a Chance on Me
3. One Man, One Woman
4. The Name Of The Game
5. Move On
6. Hole In Your Soul
7. Thank You for the Music
8. I Wonder (Departure)
9. I'm a Marionette

### Skiva 6: Voulez-Vous (ursprungligen 1979)
1. As Good As New
2. Voulez-Vous
3. I Have A Dream
4. Angel Eyes
5. The King Has Lost His Crown
6. Does Your Mother Know
7. If It Wasn't For The Night
8. Chiquitita
9. Lovers (Live A Little Longer)
10. Kisses of Fire

### Skiva 7: Super Trouper (ursprungligen 1980)
1. Super Trouper
2. The Winner Takes It All
3. On And On And On
4. Andante, Andante
5. Me And I
6. Happy New Year
7. Our Last Summer
8. The Piper
9. Lay All Your Love On Me
10. The Way Old Friends Do

### Skiva 8: The Visitors (ursprungligen 1981)
1. The Visitors (Crackin' Up)
2. Head Over Heels
3. When All Is Said And Done
4. Soldiers
5. I Let The Music Speak
6. One Of Us
7. Two For The Price Of One
8. Slipping Through My Fingers
9. Like An Angel Passing Through My Room

### Skiva 9: Bonusskiva
1. Merry-Go-Round
2. Santa Rosa
3. Ring, ring (bara du slog en signal)
4. Waterloo (svensk version)
5. Fernando
6. Crazy World
7. Happy Hawaii
8. Summer Night City
9. Medley: Pick a Bale of Cotton/On Top of Old Smokey/Midnight Special
10. Lovelight
11. Gimme! Gimme! Gimme! (A Man After Midnight)
12. Elaine
13. Should I Laugh Or Cry
14. You Owe Me One
15. Cassandra
16. Under Attack
17. The Day Before You Came